# Panuwat Kongchan
Panuwat Kongchan (thailändisch ภานุวัฒน์ กองจันทร์, * 20. Oktober 1983 in Khon Kaen) ist ein thailändischer Fußballspieler.

## Karriere
Seinen ersten Vertrag unterschrieb Panuwat Kongchan 2009 bei Rajnavy Rayong FC in Rayong. Hier spielte er bis 2014. 2015 wechselte er in die Dritte Liga und unterschrieb einen Vertrag bei Udon Thani FC. Mit dem Verein wurde er 2016 Meister der North/Eastern Region. Zum Zweitligisten Trat FC wechselte er 2017. Nach einem Jahr und 19 Spielen ging er 2018 zu seinem ehemaligen Verein Navy FC, der mittlerweile in Sattahip beheimatet ist, zurück. Hier stand er bis Ende 2019 unter Vertrag. 2020 wechselte er zum ebenfalls in Sattahip beheimateten Drittligisten Royal Thai Fleet FC. Mit dem Verein spielte er in der Eastern Region. Nach elf Drittligaspielen kehrte er Ende 2020 zum Navy FC zurück. Für die Navy absolvierte er 2021 vier Zweitligaspiele. Nach der Hinrunde 2021/22 wechselte er zu seinen ehemaligen Verein Royal Thai Fleet FC in die dritte Liga. Am Ende der Saison musste er mit dem Verein in die Amateur-Liga absteigen. Nach dem Abstieg verließ er den Verein und schloss sich dem Drittligaaufsteiger Fleet FC an. Mit dem ebenfalls in Sattahip beheimateten Verein spielte er ebenfalls in der Eastern Region. Nach 36 Ligaspielen wurde sein Vertrag im Sommer 2024 nicht verlängert.

## Erfolge
Udon Thani FC
- Regional League Division 2 – North/East: 2016